# Vladimir Charov
Pour les articles homonymes, voir Charov.
Vladimir Alexandrovitch Charov (en russe : Владимир Александрович Шаров, ISO 9 : Vladimir Aleksandrovič Šarov), né le 7 avril 1952 à Moscou et mort le 17 août 2018 dans la même ville, est un écrivain soviétique puis russe, essayiste et docteur en histoire.
Il est le lauréat en 2014 du prix Booker russe pour son roman Возвращение в Египет (Retour en Égypte).

## Biographie
Vladimir Charov est le fils de l'écrivain et journaliste Alexandre Charov (ru). Après le lycée, il entre à l'université russe d'économie Plekhanov, mais est forcé de la quitter. Il se dirige alors vers la faculté d'histoire de l'Université d’État de Voronej, dont il est diplômé en 1977. Il travaille ensuite comme débardeur, comme ouvrier dans une unité d'archéologie et comme secrétaire littéraire.
Il publie ses premiers poèmes dans le magazine Novy Mir en 1979. Son premier roman paraît dans le magazine Oural en 1991.
À la suite du scandale lié à la parution en 1993 d'un de ses romans dans le magazine Novy Mir, il publie depuis lors une grande partie de ses écrits dans le magazine Znamia.

## Idéologie
Les livres de Charov développent le concept d'une religiosité russe alternative et clandestine. Par exemple, dans son roman Воскрешение Лазаря (La Résurrection de Lazare), les répressions staliniennes sont perçues comme le plan de tchékistes très religieux visant à détruire la chair des victimes pour assurer le salut de leur âme. Comme l'archiprêtre Avvakoum avant eux, les victimes des repressions, reconnaissantes, déclarent : « Nous avons lavé nos péchés par notre sang. Nous avons accepté la douleur et ce faisant nous sommes purifiés ». Dans le roman Будьте как дети (Faites les enfants), Lénine se convertit au christianisme et déclare une croisade des enfants des rues pour reprendre Jérusalem, dans le but d'instaurer le Royaume de Dieu sur Terre. Cette assimilation systématique du bolchévisme à l'orthodoxie vaut à Charov sa réputation de « maître de la provocation intellectuelle ».

## Œuvres

### Romans
- (ru) След в след: Хроника одного рода в мыслях, комментариях и основных датах (1991)
- Репетиции (1992). Traduit en français par Paul Lequesne aux éditions Actes Sud en 1999 sous le titre Les Répétitions (ISBN 978-2-7427-1563-3).
- (ru) До и во время (1993). Traduit en français par Véronique Patte aux éditions Phébus en 2005 sous le titre Avant et Pendant (ISBN 978-2-7529-0063-0).
- (ru) Мне ли не пожалеть (1995)
- (ru) Старая девочка (1998). Traduit en français par Paul Lequesne aux éditions L'Esprit des Péninsules en 2008 sous le titre La Vieille Petite Fille (ISBN 2353150403).
- (ru) Воскрешение Лазаря (2002)
- (ru) Будьте как дети (2008)Traduit en français par Paul Lequesne aux éditions de la Louison, en 2016, sous le titre Soyez comme les enfants (ISBN 979-10-95454-08-3).
- (ru) Возвращение в Египет (2013) (prix Booker russe)

### Essais
- (ru) Искушение революцией (2009)
- (ru) Dans le manuel Литературная матрица, le chapitre sur Andreï Platonov est écrit par Vladimir Charov.